# The Rose (sång)
The Rose, skriven av Amanda McBroom till filmen "The Rose" från 1979, är en låt som ursprungligen framfördes av Bette Midler. 

## Coverversioner
Det irländska pojkbandet Westlife spelade in en cover på låten, som släpptes som singel den 6 november 2006. Den blev gruppens 21:a officiella singel. Den låg även på Westlifes album The Love Album 2006.
En japanskspråkig version av låten finns med i slutet av animefilmen Omohide Poro Poro utgiven av Studio Ghibli 1991. Den japanska titeln är "Ai wa Hana, Kimi wa Sono Tane" ("Kärlek är en blomma, du är fröet") och låten framfördes av Miyako Harumi.
Danne Stråhed skrev en text på svenska som heter "Till en ros", som 1984 låg på det svenska dansbandet Wizex album "Det är dej jag väntar på" . Den svenska sångerskan Kaya Ålander spelade in en annan svenskspråkig version 1989 med titeln "The Rose - Det sägs att kärlek" med text av Gunilla Szemenkár .

## Listplaceringar
| Lista (1980) | Topplacering |
| ------------ | ------------ |
| Nya Zeeland  | 1            |